# 8丁目駅 (IRT6番街線)
8丁目駅（8ちょうめえき、英: 8th Street）は、ニューヨーク市マンハッタン区にあったIRT6番街線の駅（廃駅）である。1878年6月5日にIRT6番街線の開通に伴い開業し、 路線の廃止に伴い当駅も1938年12月4日に閉鎖した。2面2線の相対式ホームを有しており、53丁目及び8番街駅以北でIRT9番街線に直通する急行列車を含め全列車が停車していた。

## 乗り換え駅として
1878年の開業以来長らく他路線との連絡を伴わない単独駅であったが、1908年2月25日にハドソン・アンド・マンハッタン鉄道によって現在のパストレインの最初の開業区間である19丁目駅 - ホーボーケン駅間が開業し、途中駅である9丁目駅が当駅の至近となり乗り換えが可能になった。
更に1932年9月10日にはIND8番街線が開業し、途中駅の西4丁目-ワシントン・スクエア駅が当駅の至近となり乗り換えが可能になるも、当駅以北で当路線と重複するIND6番街線の1940年12月15日の延伸開業を待たず1938年12月4日に廃業となった。